# Wolfring (Fensterbach)

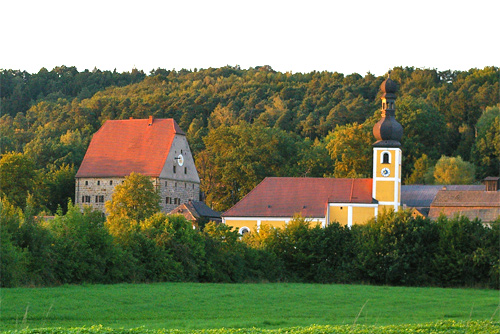
Schloss Wolfring und Kirche St. Michael

Wolfring ist ein Gemeindeteil von Fensterbach im Oberpfälzer Landkreis Schwandorf und eine Gemarkung.

## Geografie
Wolfring liegt orographisch links im Tal des Fensterbachs im Oberpfälzer Wald, am Nordhang des Tales. Südlich des Ortes liegt die Wolfringmühle direkt am Fensterbach. Entlang des Hanges führt eine Straße von Knölling im Südosten nach Jeding und Högling im Nordwesten. Zwischen Wolfring und seiner Mühle liegt auch das Wildgehege Wolfring.

## Geschichte
siehe auch: Liste der Baudenkmale in Wolfring
Das bayerische Urkataster zeigt Wolfring in den 1810er Jahren mit 30 Herdstellen, der Kirche mit ihrem umfriedeten Gottesacker und zwei Weihern. Die teils stattlichen Wirtschaftsflächen sind nicht durch Erbfolge zersiedelt und die regelmäßigen Pflanzungen an dem klimatisch günstig gelegenen Südwesthang deuten auf einen intensiven Obstanbau hin.
Wolfring wurde im Jahre 1119 erstmals urkundlich erwähnt. Der Ort feierte im Jahr 2019 sein 900-jähriges Bestehen. 